# Helicocercus
Helicocercus is een geslacht van rechtvleugeligen uit de familie sabelsprinkhanen (Tettigoniidae). De wetenschappelijke naam van dit geslacht is voor het eerst geldig gepubliceerd in 1960 door Beier.

## Soorten
Het geslacht Helicocercus  is monotypisch en omvat slechts de volgende soort:
- Helicocercus triguttatus (Brunner von Wattenwyl, 1895)